# Hermann von Löhner
Hermann von Löhner (* 27. April 1842 in Wien; † 19. Mai 1902 ebenda) war ein österreichischer Dramatiker und Literaturhistoriker.

## Leben
Der Sohn des Politikers Ludwig von Löhner und Enkel von Joseph Löhner studierte auf Drängen des Vaters Rechtswissenschaft an der Universität Wien. Nach seinem Abschluss ging er nach Deutschland und begann als Journalist für die Süddeutsche Zeitung in Frankfurt zu arbeiten. Nach einer schweren Krankheit kehrte er nach Wien zurück. Es war dort Sekretär für die Unionsbank, dann für die Kreditbank in Wien um danach an das Wiener Stadttheater zu gehen. Im Jahr 1876 ging er nach München und schrieb für die Süddeutsche Presse, 1877 kehrte er für die Berliner Nationalzeitung nach Wien zurück. Ende 1878 entdeckte er Venedig und Oberitalien für sich und lebte 1878 bis 1884 im italienischen Modena. Er schrieb über die Geschichte von Venedig und gab die Memoiren von Goldoni heraus. 1884 kehrte er nach Wien zurück.
Er übertrug bekannte französische und italienische Stücke neu ins Deutsche, die dann am Wiener Burgtheater aufgeführt wurden. Sein Nachlass befindet sich im Wiener Stadt- und Landesarchiv.

## Schriften (Auswahl)
- Unterwegs. Lustspiel in einem Act. Wallishausser, Wien 1876.
- Das Maskenfest Schwank in einem Akt. Angelberger, Salzburg 1894.
- Spielt nicht mit der Liebe! Hendel, Halle 1913.